# ريتشارد غيتس
ريتشارد غيتس (بالإنجليزية: Richard Gates)‏ هو متسابق يخت أمريكي، ولد في 3 فبراير 1943.

## وصلات خارجية
- ريتشارد غيتس على موقع أوليمبيديا (الإنجليزية)